# Louvroil
Louvroil [luvʁwal] est une commune française située dans le département du Nord (59), en région Hauts-de-France.

## Géographie

### Description
Commune contiguë à Maubeuge au sud-ouest, c'était autrefois, quand Maubeuge était confinée dans son enceinte fortifiée par Vauban, une commune rurale de l'Avesnois.
C'est l'expansion urbaine des deux communes et celle de Hautmont qui les a réunies dans une agglomération.

### Communes limitrophes
|             | Maubeuge |                    |
| Neuf-Mesnil | Louvroil | Rousies            |
| Hautmont    | Beaufort | Ferrière-la-Grande |

### Hydrographie

#### Réseau hydrographique
La commune est située dans le bassin Artois-Picardie. Elle est drainée par la Sambre canalisée, le ruisseau des Besaces et le ruisseau du Paradis,,.
La Sambre canalisée est un canal, chenal et un cours d'eau naturel, d'une longueur de 101 km, qui prend sa source dans la commune de Rejet-de-Beaulieu, s'écoule vers le nord-est et franchit la frontière belge au droit de Jeumont. Les caractéristiques hydrologiques de la Sambre canalisée sont données par la station hydrologique située sur la commune. Le débit moyen mensuel est de 11,5 m3/s. Le débit moyen journalier maximum est de 91,8 m3/s, atteint lors de la crue du 11 janvier 2022. Le débit instantané maximal est quant à lui de 94,6 m3/s, atteint le même jour.

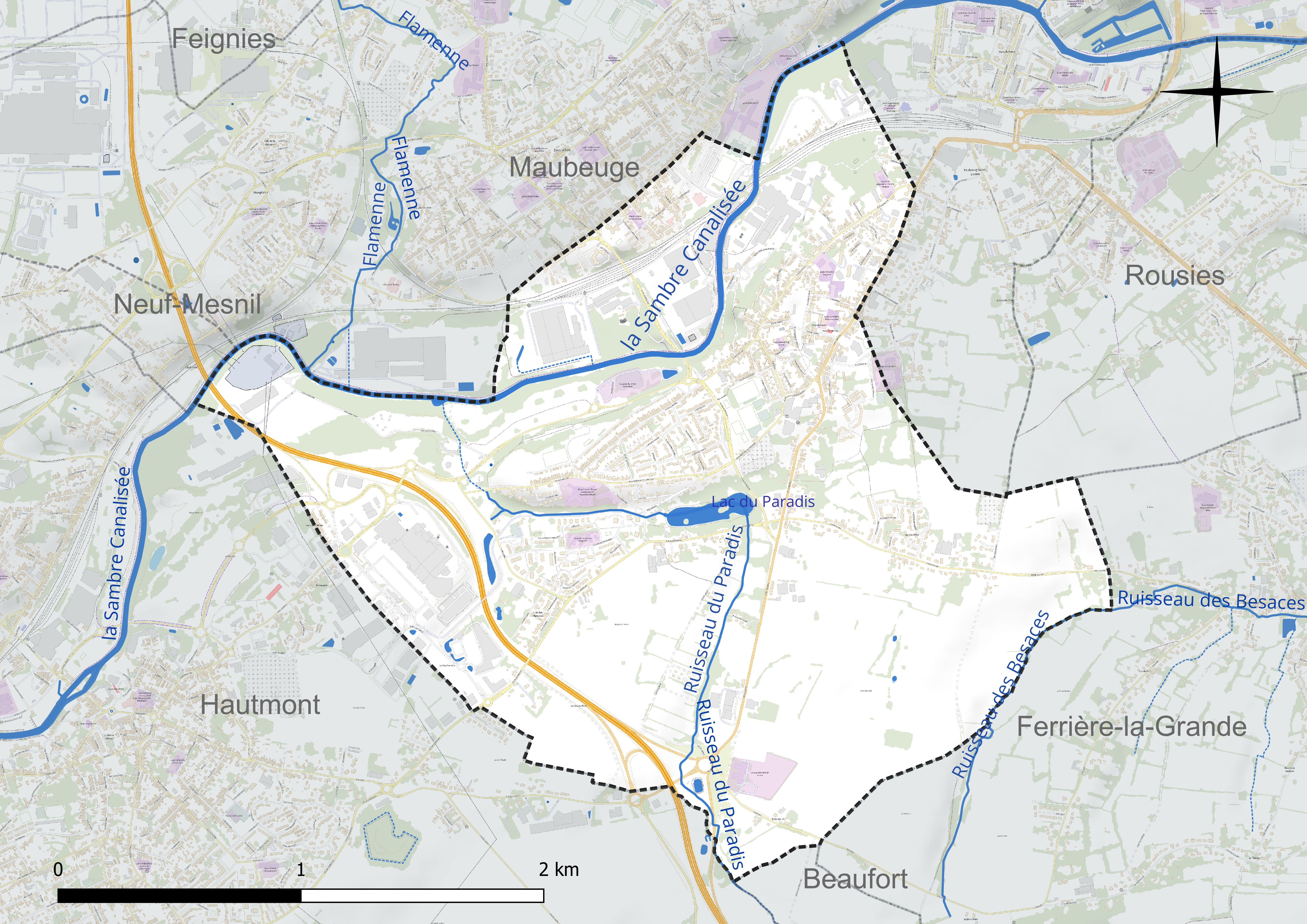
Réseau hydrographique de Louvroil.

Un plan d'eau complète le réseau hydrographique : le lac du Paradis (2,5 ha),.

#### Gestion et qualité des eaux
Le territoire communal est couvert par le schéma d'aménagement et de gestion des eaux (SAGE) « Sambre ». Ce document de planification concerne un territoire de 1 253 km2 de superficie, délimité par le bassin versant de la Sambre. Le périmètre a été arrêté le 1er novembre 2003 et le SAGE proprement dit a été approuvé le 21 septembre 2012, puis modifié le 18 août 2022. La structure porteuse de l'élaboration et de la mise en œuvre est le syndicat mixte du Parc naturel régional de l'Avesnois.
La qualité des cours d'eau peut être consultée sur un site dédié géré par les agences de l'eau et l'Agence française pour la biodiversité.

### Climat
Pour des articles plus généraux, voir Climat des Hauts-de-France et Climat du Nord.
En 2010, le climat de la commune est de type climat des marges montargnardes, selon une étude du CNRS s'appuyant sur une série de données couvrant la période 1971-2000. En 2020, Météo-France publie une typologie des climats de la France métropolitaine dans laquelle la commune est exposée à un climat océanique altéré et est dans la région climatique Nord-est du bassin Parisien, caractérisée par un ensoleillement médiocre, une pluviométrie moyenne régulièrement répartie au cours de l'année et un hiver froid (3 °C).
Pour la période 1971-2000, la température annuelle moyenne est de 9,9 °C, avec une amplitude thermique annuelle de 15,1 °C. Le cumul annuel moyen de précipitations est de 883 mm, avec 12,8 jours de précipitations en janvier et 9,8 jours en juillet. Pour la période 1991-2020, la température moyenne annuelle observée sur la station météorologique la plus proche, située sur la commune de Saint-Hilaire-sur-Helpe à 15 km à vol d'oiseau, est de 10,5 °C et le cumul annuel moyen de précipitations est de 802,4 mm,. Pour l'avenir, les paramètres climatiques de la commune estimés pour 2050 selon différents scénarios d'émission de gaz à effet de serre sont consultables sur un site dédié publié par Météo-France en novembre 2022.

## Urbanisme

### Typologie
Au 1er janvier 2024, Louvroil est catégorisée centre urbain intermédiaire, selon la nouvelle grille communale de densité à sept niveaux définie par l'Insee en 2022.
Elle appartient à l'unité urbaine de Maubeuge (partie française), une agglomération internationale regroupant 22  communes, dont elle est une commune de la banlieue,,. Par ailleurs la commune fait partie de l'aire d'attraction de Maubeuge (partie française), dont elle est une commune du pôle principal,. Cette aire, qui regroupe 65 communes, est catégorisée dans les aires de 50 000 à moins de 200 000 habitants,.

### Occupation des sols
L'occupation des sols de la commune, telle qu'elle ressort de la base de données européenne d'occupation biophysique des sols Corine Land Cover (CLC), est marquée par l'importance des territoires artificialisés (65,2 % en 2018), en augmentation par rapport à 1990 (54,6 %). La répartition détaillée en 2018 est la suivante : 
zones urbanisées (32,5 %), zones industrielles ou commerciales et réseaux de communication (30,8 %), prairies (20,3 %), terres arables (14,5 %), espaces verts artificialisés, non agricoles (1,9 %). L'évolution de l'occupation des sols de la commune et de ses infrastructures peut être observée sur les différentes représentations cartographiques du territoire : la carte de Cassini (XVIIIe siècle), la carte d'état-major (1820-1866) et les cartes ou photos aériennes de l'IGN pour la période actuelle (1950 à aujourd'hui).

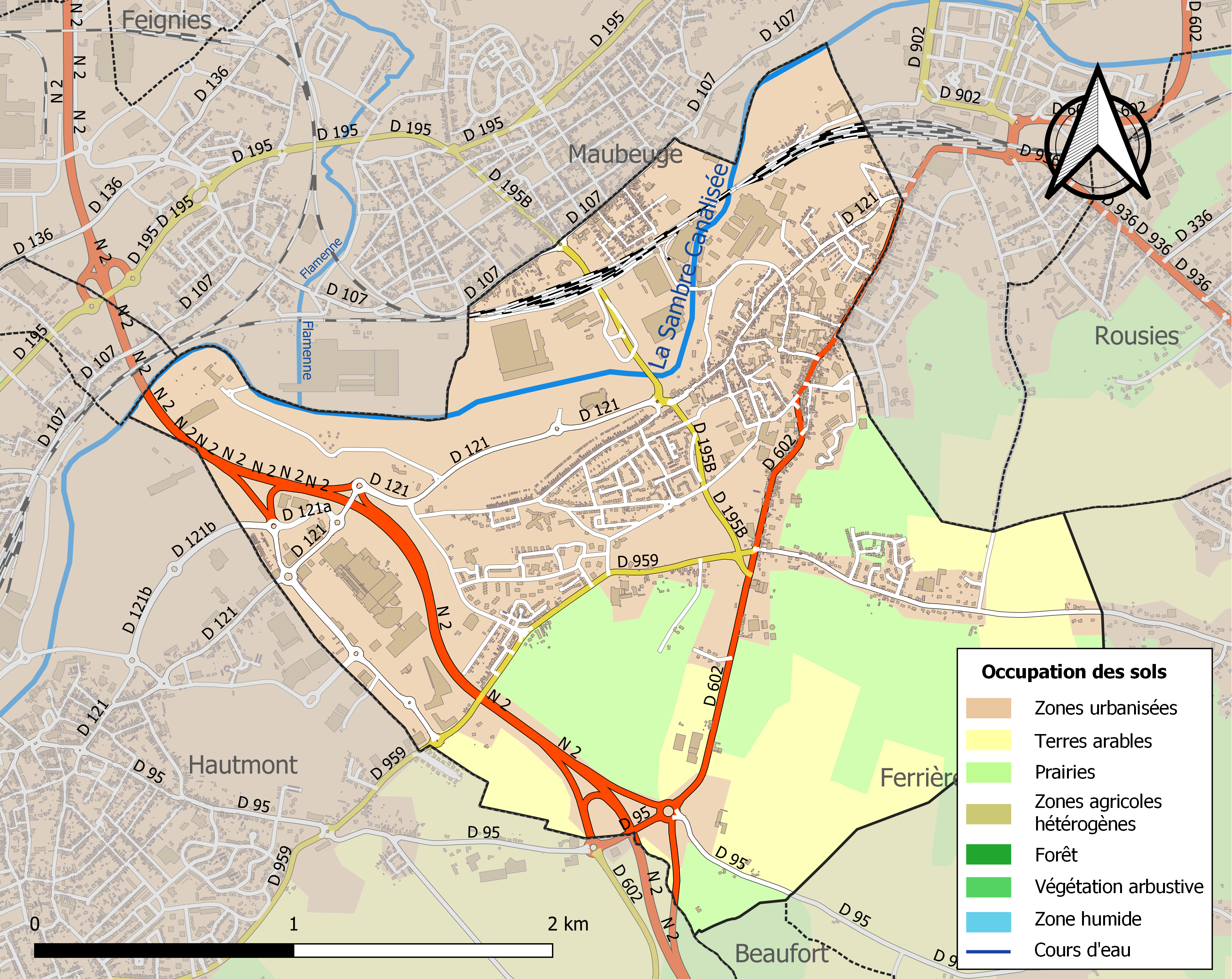
Carte des infrastructures et de l'occupation des sols de la commune en 2018 (CLC).

### Habitat et logement
En 2018, le nombre total de logements dans la commune était de 2 858, alors qu'il était de 2 803 en 2013 et de 2 670 en 2008.
Parmi ces logements, 87 % étaient des résidences principales, 0,2 % des résidences secondaires et 12,8 % des logements vacants. Ces logements étaient pour 64,8 % d'entre eux des maisons individuelles et pour 34,6 % des appartements.
Le tableau ci-dessous présente la typologie des logements à Louvroil en 2018 en comparaison avec celle du Nord et de la France entière. Une caractéristique marquante du parc de logements est ainsi une proportion de résidences secondaires et logements occasionnels (0,2 %) inférieure à celle du département (1,6 %) et à celle de la France entière (9,7 %). Concernant le statut d'occupation de ces logements, 41,3 % des habitants de la commune sont propriétaires de leur logement (42,7 % en 2013), contre 54,7 % pour le Nord et 57,5 % pour la France entière.
| Typologie                                               | Louvroil | Nord | France entière |
| ------------------------------------------------------- | -------- | ---- | -------------- |
| Résidences principales (en %)                           | 87       | 90,8 | 82,1           |
| Résidences secondaires et logements occasionnels (en %) | 0,2      | 1,6  | 9,7            |
| Logements vacants (en %)                                | 12,8     | 7,7  | 8,2            |

### Voies de communication et transports
La gare de Louvroil est une halte de chemin de fer de la ligne de Creil à Jeumont desservie par des trains TER Hauts-de-France qui effectuent des missions entre les gares : d'Aulnoye-Aymeries et de Maubeuge, ou de Jeumont ; de Lille-Flandres et de Jeumont.
La commune est desservie, en 2024, par les lignes A, B, C, 21, 24, 57, 61, 63 et 64 du réseau Stibus. Elle est également desservie par les lignes 952, 979 et 986 du réseau interurbain Arc-en-Ciel 4.

## Toponymie
C'est en 884 qu'apparaît pour la première fois le nom de Louvroil (Loveruva).
« Louvroil » viendrait de loup, témoignant que son noyau villageois était isolé dans le bocage avesnois.

## Histoire

### Révolution française et Empire
À partir de 1158 et pendant plus de six siècles, le village est rattaché à l'Abbaye de Hautmont. Lors de la Révolution française, en 1789, les paysans de Louvroil réclament l'abolition des privilèges et la fin de la tutelle hautmontoise.

### Époque contemporaine
Au XIXe siècle, la révolution industrielle transforme le petit village agricole en petite ville industrielle : de 812 habitants en 1845, Louvroil passe à 2 185 habitants en 1881. Au début du XXe siècle, avec la métallurgie, la canalisation de la Sambre, l'arrivée du chemin de fer et le développement des activités sidérurgiques, la ville connaît une croissance ininterrompue, passant successivement à 4 750 habitants en 1906 et à 5 251 en 1914.

#### Première Guerre mondiale
Durant la Première Guerre mondiale, Louvroil subit les bombardements allemands : le pont Michaux et 150 maisons sont détruits, le centre-ville est durement touché. La guerre terminée, la ville reprend sa croissance pour atteindre rapidement les 8 000 habitants.
La commune a été décorée de la Croix de guerre 1914-1918 le 12 avril 1924.

#### Entre-deux-guerres
La crise de 1929 frappe durement la région, entrainant ralentissement économique, extension de la pauvreté, tensions sur le monde du travail. La solidarité demeure toutefois présente dans le monde ouvrier : le 5 février 1935, une grève des ouvriers des Forges et Aciéries du Nord-Est, qui va durer un mois, est soutenue par une grève d'un jour des écoliers de Louvroil et de Sous-le-Bois (à Maubeuge).

#### Seconde Guerre mondiale
La Seconde Guerre mondiale entraîne l'entrée de la ville dans une période de résistance ; la 27e compagnie de Francs-Tireurs et Partisans empêche alors les Allemands de détruire le pont Michaux, permettant ainsi aux troupes alliées de foncer sur Mons[réf. nécessaire].

#### L'après-guerre, les Trente glorieuses et la désindustrialisation
La Libération marque le début d'une période de reconstruction cruciale et doublement bénéfique pour la ville. Les industries tournent à plein rendement pour assurer la production de matériaux et la population augmente encore.
Toutefois, la fin des Trente Glorieuses est particulièrement difficile pour la région, et les années 1970 et 1980 voient de douloureuses restructurations industrielles et une explosion du chômage. La situation catastrophique de l'époque s'est depuis améliorée, mais la ville possède toujours un des taux de chômage les plus élevés de la région, pourtant déjà défavorisée.

## Politique et administration

### Rattachements administratifs et électoraux

#### Rattachements administratifs
La commune se trouve  dans l'arrondissement d'Avesnes-sur-Helpe du département du Nord.
Elle faisait partie de 1793 à 1910 du canton de Maubeuge, année où il est scindé et la commune rattachée au canton de Maubeuge-Sud. Dans le cadre du redécoupage cantonal de 2014 en France, cette circonscription administrative territoriale a disparu, et le canton n'est plus qu'une circonscription électorale.

#### Rattachements électoraux
Pour les élections départementales, la commune fait partie depuis 2014 d'un nouveau canton de Maubeuge, constitué de 14 communes
Pour l'élection des députés, elle fait partie de la troisième circonscription du Nord.

### Intercommunalité
Louvroil est membre fondateur de la communauté d'agglomération Maubeuge Val de Sambre, un établissement public de coopération intercommunale (EPCI) à fiscalité propre créé en 2001 et auquel la commune avait transféré un certain nombre de ses compétences, dans les conditions déterminées par le code général des collectivités territoriales.

### Tendances politiques et résultats
Lors du premier tour des élections municipales de 2014 dans le Nord, la liste PS-PCF-EELV menée par la maire sortante Annick Mattighello obtient la majorité absolue des suffrages exprimés, avec  1 298 voix (57,86 %, 23 conseillers municipaux élus dont 3 communautaires), devançant très largement celles menées respectivement par :  

- Daniel Despeghel (DVD, 505 voix, 22,51 %, 3 conseillers municipaux élus) ; 	

- Richard Meunier (DVD, 440 voix, 19,61 %, 3 conseillers municipaux élus).

Lors de ce scrutin, 55,83 % des électeurs se sont abstenus. 	
Lors du premier tour des élections municipales de 2014 dans le Nord, la liste UG-PCF menée par le maire sortant Giuseppe Ascone — qui a succédé à Annick Mattighello en 2018 après sa démission — obtient la majorité absolue des suffrages exprimés, avec 1 050 voix (68,98 %, 25 conseillers municipaux élus dont 3 communautaires), devançant très largement celles menées respectivement par : 

-  Ettoré Tami (DVD, 336 voix, 22,07 %, 3 conseillers municipaux élus) ;

- Richard Meunier (DVC, 136 voix, 8,93 %, 1 conseiller municipal élu).

Lors de ce scrutin marqué par la pandémie de Covid-19 en France, 57,21 % des électeurs se sont abstenus.

### Liste des maires
| Période                                  | Période                        | Identité           | Étiquette | Qualité |
| ---------------------------------------- | ------------------------------ | ------------------ | --------- | --- |
| Les données manquantes sont à compléter. |                                |                    |           | |
| avant 1802-1803                          |                                | René Mention       |           | |
| avant 1907                               |                                | M. Gillet          |           | |
| Les données manquantes sont à compléter. |                                |                    |           | |
| 1947                                     | mars 1977                      | Michel Laloux      |           | Médecin Chevalier de la Légion d'honneur |
| mars 1977                                | mars 2001                      | André Boquet       | PCF       | Ancien agent de maîtrise Conseiller général de Maubeuge-Sud (1992 → 1998)                                                                          |
| mars 2001                                | février 2018,                  | Annick Mattighello | PCF       | Monteuse chez Thomson Lesquin Conseillère générale de Maubeuge-Sud (1998 → 2004) Conseillère régionale (1992 → 2001 et 2004 → 2015) Démissionnaire |
| février 2018,                            | En cours (au 16 décembre 2022) | Giuseppe Ascone    | Divers    | Salarié chez MCA 9e vice-président de la CA Maubeuge Val de Sambre Réélu pour le mandat 2020-2026                                                  |

## Population et société

### Démographie

#### Évolution démographique
L'évolution du nombre d'habitants est connue à travers les recensements de la population effectués dans la commune depuis 1793. Pour les communes de moins de 10 000 habitants, une enquête de recensement portant sur toute la population est réalisée tous les cinq ans, les populations de référence des années intermédiaires étant quant à elles estimées par interpolation ou extrapolation. Pour la commune, le premier recensement exhaustif entrant dans le cadre du nouveau dispositif a été réalisé en 2008.

En 2022, la commune comptait 6 334 habitants, en évolution de −3,42 % par rapport à 2016 (Nord : +0,51 %, France hors Mayotte : +2,11 %).
| 1793 | 1800 | 1806 | 1821 | 1831 | 1836 | 1841 | 1846 | 1851 |
| ---- | ---- | ---- | ---- | ---- | ---- | ---- | ---- | ---- |
| 352  | 409  | 513  | 549  | 670  | 727  | 722  | 812  | 822  |

| 1856  | 1861  | 1866  | 1872  | 1876  | 1881  | 1886  | 1891  | 1896  |
| ----- | ----- | ----- | ----- | ----- | ----- | ----- | ----- | ----- |
| 1 007 | 1 468 | 1 718 | 2 185 | 2 621 | 3 477 | 3 435 | 3 823 | 4 389 |

| 1901  | 1906  | 1911  | 1921  | 1926  | 1931  | 1936  | 1946  | 1954  |
| ----- | ----- | ----- | ----- | ----- | ----- | ----- | ----- | ----- |
| 4 774 | 4 750 | 5 251 | 4 401 | 5 298 | 5 517 | 5 295 | 5 037 | 5 763 |

| 1962  | 1968  | 1975  | 1982  | 1990  | 1999  | 2006  | 2008  | 2013  |
| ----- | ----- | ----- | ----- | ----- | ----- | ----- | ----- | ----- |
| 6 313 | 6 891 | 8 005 | 8 208 | 7 349 | 7 251 | 6 959 | 6 849 | 6 574 |

| 2018  | 2022  | - | - | - | - | - | - | - |
| ----- | ----- | - | - | - | - | - | - | - |
| 6 405 | 6 334 | - | - | - | - | - | - | - |

#### Pyramide des âges
La population de la commune est relativement jeune.
En 2018, le taux de personnes d'un âge inférieur à 30 ans s'élève à 45,5 %, soit au-dessus de la moyenne départementale (39,5 %). À l'inverse, le taux de personnes d'âge supérieur à 60 ans est de 20,7 % la même année, alors qu'il est de 22,5 % au niveau départemental.
En 2018, la commune comptait 3 148 hommes pour 3 257 femmes, soit un taux de 50,85 % de femmes, légèrement inférieur au taux départemental (51,77 %).
Les pyramides des âges de la commune et du département s'établissent comme suit.
| Hommes | Classe d’âge | Femmes |
| ------ | ------------ | ------ |
| 0,2    | 90 ou +      | 0,8    |
| 5,5    | 75-89 ans    | 7,2    |
| 12,7   | 60-74 ans    | 14,8   |
| 16,1   | 45-59 ans    | 16,9   |
| 17,2   | 30-44 ans    | 17,5   |
| 22,2   | 15-29 ans    | 19,1   |
| 26,0   | 0-14 ans     | 23,8   |

| Hommes | Classe d’âge | Femmes |
| ------ | ------------ | ------ |
| 0,5    | 90 ou +      | 1,4    |
| 5,3    | 75-89 ans    | 8,1    |
| 14,8   | 60-74 ans    | 16,2   |
| 19,1   | 45-59 ans    | 18,4   |
| 19,5   | 30-44 ans    | 18,7   |
| 20,7   | 15-29 ans    | 19,1   |
| 20,2   | 0-14 ans     | 18     |

## Culture locale et patrimoine

### Lieux et monuments
- Église de Louvroil.
- Château Lixon (XIXe siècle)[42].
- Parc et plan d'eau du Paradis.
- Le dispatching[43].

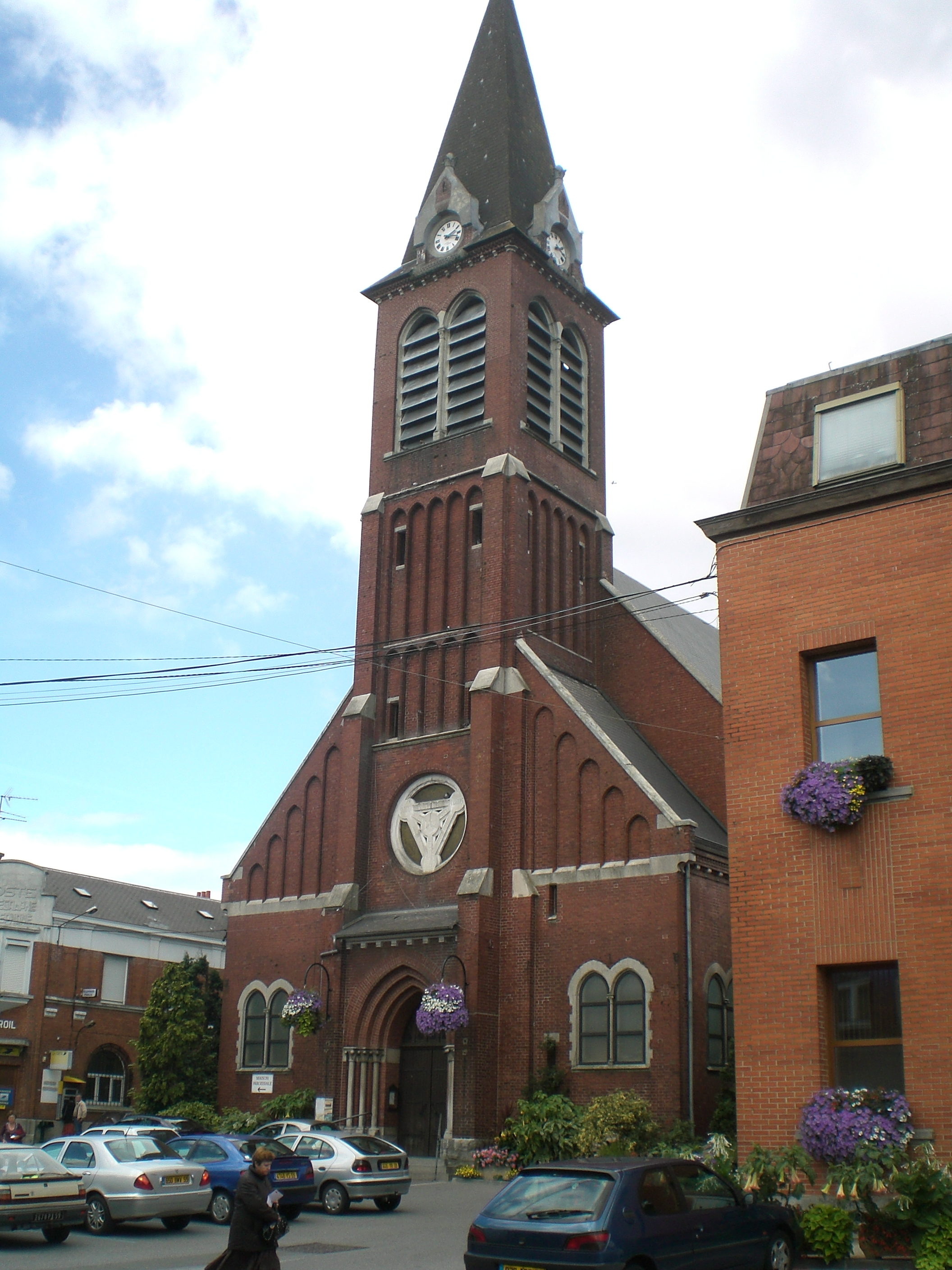
Église.
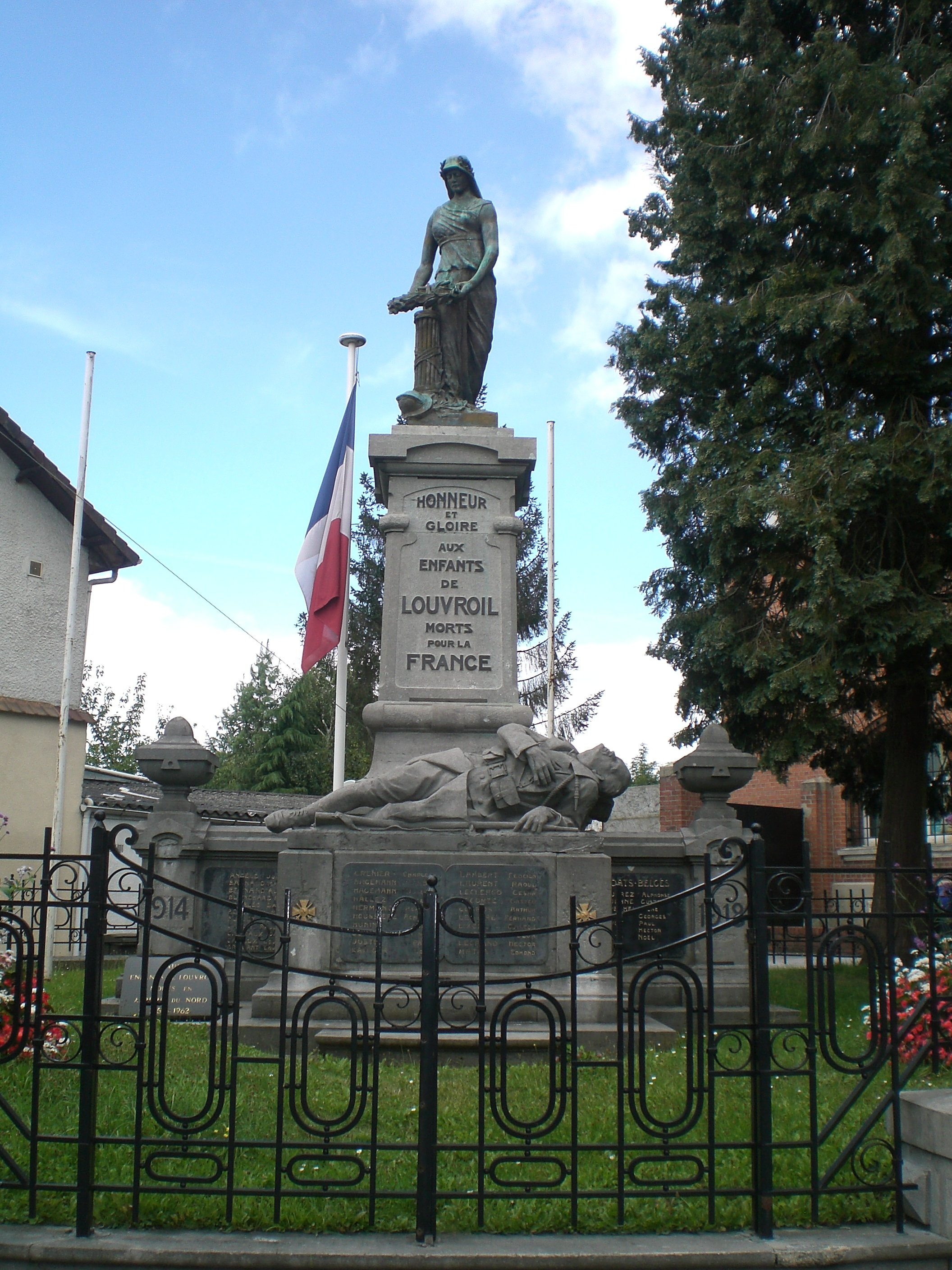
Monument aux morts.
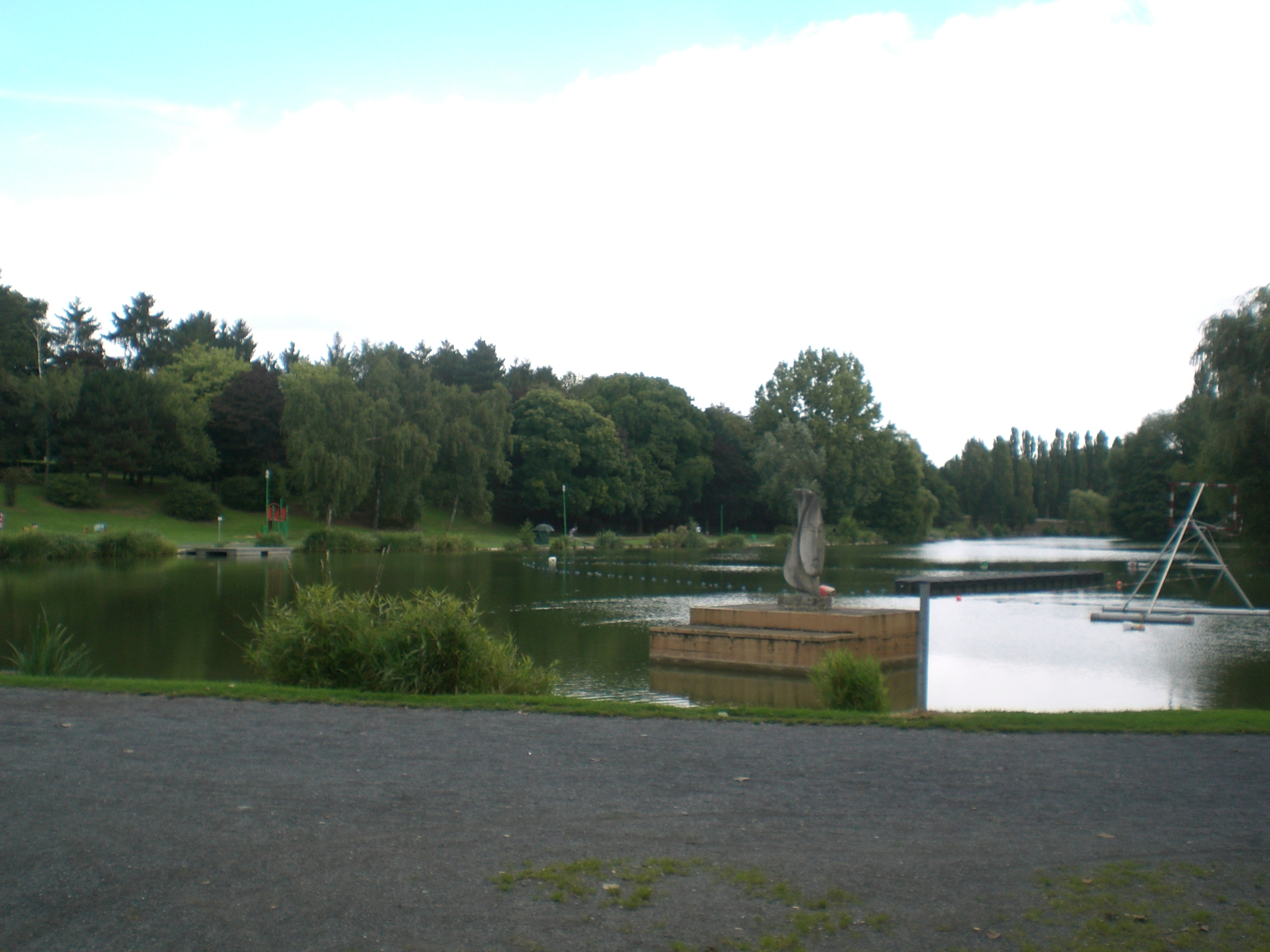
Plan d'eau du Paradis.
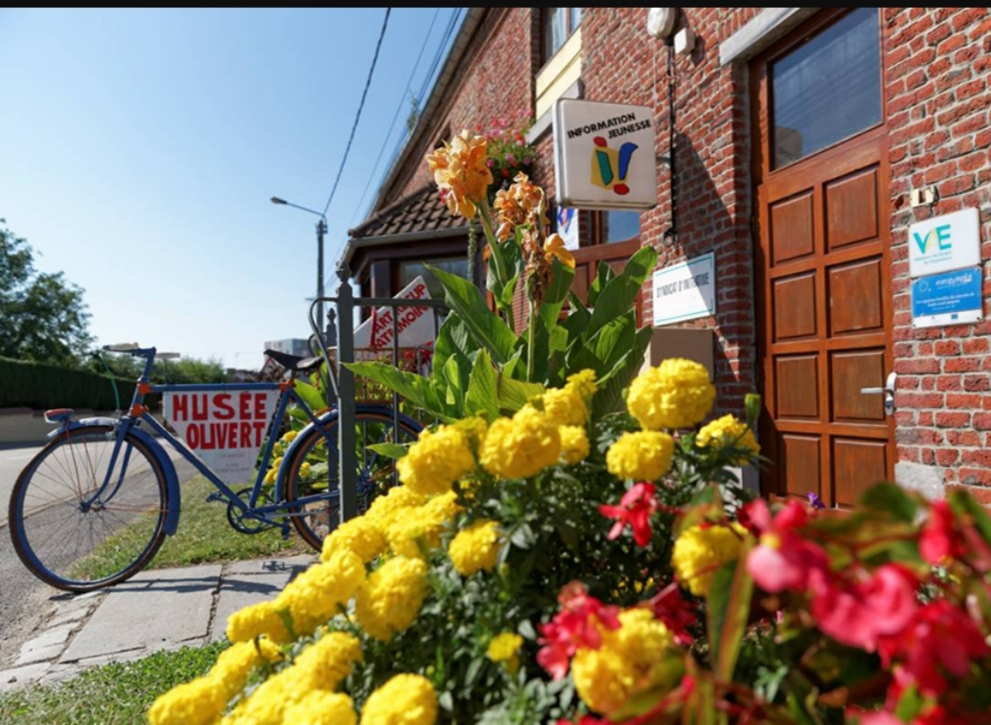
L'entrée du musée de Louvroil.
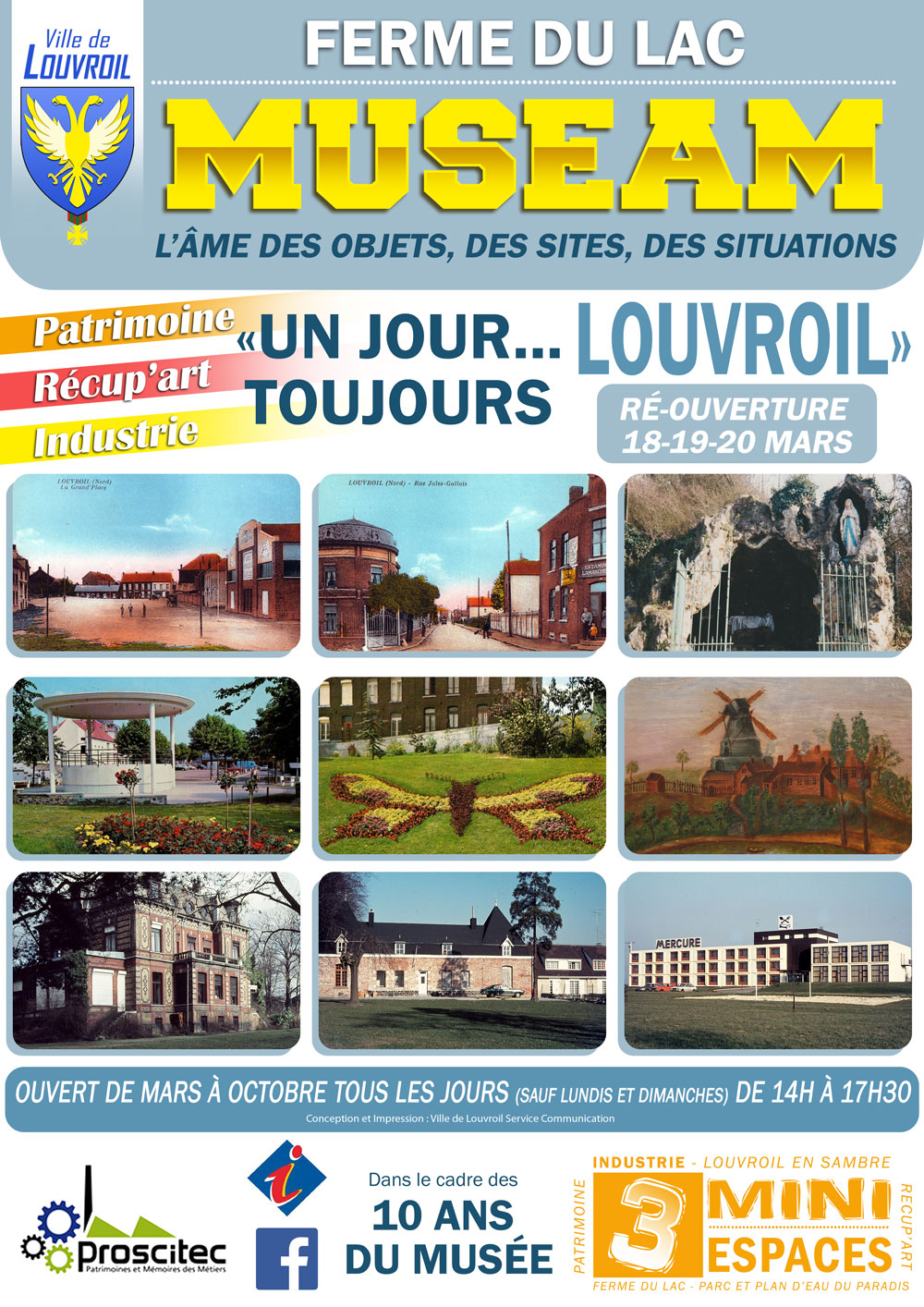
Exposition 2022 de Museam Louvroil.

### Personnalités liées à la commune
- Lucien Dasselborne (1873-1962), peintre belge, y est né.
- Roger Degueldre (1925-1962), officier français condamné à mort le 28 juin 1962 par la Cour militaire de justice et exécuté pour les nombreux attentats dont il fut jugé responsable en tant que fondateur et numéro un des commandos Delta de l'Organisation armée secrète (OAS) pendant la guerre d'Algérie, y est né.
- Daniel Moreira (1977-), footballeur international français[pourquoi ?]

### Héraldique
| Blason de Louvroil | Blason  | D'or à l'aigle à deux têtes de sable, becquée et membrée d'or, languée de gueules. Ornements extérieursCroix de guerre 1914-1918 |
| Blason de Louvroil | Détails | Armes traditionnelles de la ville                                                                                                |
| Blason de Louvroil | Alias   | 'D'azur à l'aigle à deux têtes d'or.' Armes actuelles utilisées par la mairie.                                                   |

## Pour approfondir